# (3532) Tracie
(3532) Tracie es un asteroide perteneciente al cinturón de asteroides, descubierto el 10 de enero de 1983 por Kenneth Herkenroth y el astrónomo Gregory Wayne Ojakangas desde el Observatorio del Monte Palomar, Estados Unidos.

## Designación y nombre
Designado provisionalmente como 1983 AS2. Fue nombrado Tracie en homenaje a “Tracie Lynn Rosberg Ojakangas”, esposa de uno de los descubridores.